# São Domingos de Benfica
São Domingos de Benfica è una freguesia del Portogallo e un quartiere della città di Lisbona. 
È una delle 12 freguesias istituite in seguito alla riorganizzazione amministrativa della città di Lisbona del 7 febbraio 1959. Il suo territorio comprende aree precedentemente appartenute alle freguesias di Benfica e São Sebastião da Pedreira.

## Monumenti e luoghi d'interesse
- Palazzo dei marchesi di Fronteira
- Acquedotto delle Acque Libere
- Jardim Zoológico de Lisboa
- Museu Nacional da Música
- Estádio da Luz
- Palácio das Laranjeiras, anche noto come Palácio dos Condes de Farrobo